# 短臂平囊鯰
短臂平囊鯰，為輻鰭魚綱鯰形目鼬鯰科的其中一種，為熱帶淡水魚，分布於南美洲巴西Mearim、Pindaré、Itapecuru及Parnaíba河流域，體長可達21.6公分，棲息在底層水域，生活習性不明。